# Salina
|  | For den amerikanske by, se Salina (Kansas) |
38°33′53″N 14°50′19″Ø / 38.56472°N 14.83861°Ø
Salina er den næststørste af øerne i øgruppen Æoliske øer nord for Sicilien. Øen har et areal på ca. 27 km², og et befolkningstal på ca. 2.300 indbyggere fordelt på de tre byer Santa Marina (807 indbyggere), Malfa (851 indbyggere) og Leni (641 indbyggere), der udgør tre selvstændige kommuner. Øen har færgeforbindelse til Milazzo på Sicilien og til de øvrige øer i øgruppen.
I oldtiden udvandtes i øens sydøstlige ende salt, som øen solgte til datidens mange sejlende købmænd. Navnet Salina er afledt heraf – sal (latin). I dag kommer indtjeningen til øen dels fra vin- og kapersproduktion, dels fra turiststrømmen, som i de senere år er øget. 
Øen er af vulkansk oprindelse og består af to store, nu inaktive vulkaner: Mod vest Monte Porri, 860 m.o.h. og mod øst Monta Fossa delle Felci, 962 m.o.h. Sidstnævnte er helt speciel derved, at der i bunden af krateret er fremvokset en skov, ligesom vulkansiderne er skovbeklædte. Dette skyldes at der på forefindes vandkilder, hvad der normalt ikke er på vulkanøer. Kilderne er dog ikke store nok til at dække øboernes vandforbrug (og turisternes overforbrug), hvorfor byerne med få dages frekvens må forsynes med vand fra fragtskibe. Mellem de to vulkaner ligger en dal, Valdichiesa, med et gammelt kloster, Madonna del Terzito.
Salina blev sammen med de øvrige øer i øgruppen Æoliske øer i år 2000 optaget på UNESCOs verdensarvsliste på grund af øernes enestående geologi og natur.
1994 lagde Salina landskab til de fleste scener i Michael Radfords film Postbudet (The Postman), som fik stor international succes. 